# Alastair Thompson
Alastair Thompson (* 1944 in Dorset) ist ein britischer Sänger der Stimmlage Tenor.

## Leben
Alastair Thompson erhielt seine Schulausbildung an der Westminster Abbey Choir School und dem Lancing College. Ein Jahr arbeitete er als Lehrer in Indien, bevor er in Cambridge und Oxford ein Lehramtsstudium im Fach Geschichte aufnahm. Dennoch entschied er sich letztendlich für eine Gesangslaufbahn und studierte Liedgesang in Stuttgart. Seither tritt er international solistisch, vor allem im Oratorienfach hervor, aber sang auch in vielen professionellen Chören und Gesangsgruppen Londons.
1968 gründete er am King’s College in Cambridge mit seinen fünf Kommilitonen Martin Lane, Al Hume, Richard Salter, Simon Carrington und Brian Kay die nach diesem Institut benannten The King’s Singers, das bald schon große internationale Bekanntheit erlangte. Er blieb zehn Jahre Mitglied dieses Ensembles und bewältigte in dieser Zeit 800 Konzerte in aller Welt sowie unzählige Radio- und Fernsehauftritte. Er ist auf mehr als 20 Langspielplatten zu hören. Dann entschied er sich für eine weitere Karriere als Solist und Gesangslehrer. Von 2002 bis 2007 wirkte er an der Universität Dortmund und der Katholischen Hochschule für Kirchenmusik St. Gregorius in Aachen als Dozent für Gesang und Stimmbildung.
Als Sänger hat er ein weitgespanntes Repertoire, als Stimmbildner unterstützt er heute A-cappella-Chöre.